# Pierre Mouallem
Pierre Mouallem (ur. 10 maja 1928 w Ajlabun) – palestyński duchowny melchicki, w latach 1998-2003 arcybiskup Akki.

## Życiorys
Święcenia kapłańskie przyjął 21 listopada 1955. 20 kwietnia 1990 został mianowany biskupem São Paulo. Chirotonię biskupią otrzymał 29 czerwca 1990. 29 lipca 1998 został mianowany arcybiskupem Akki. 18 lipca 2003 przeszedł na emeryturę.